# Gouvernement Zedillo
Cet article présente la composition du gouvernement mexicain sous le président Ernesto Zedillo, il est l'ensemble des secrétaires du gouvernement républicain du Mexique. Il est ici présenté dans l'ordre protocolaire. Actuellement les membres du gouvernement exécutif du Mexique ne prennent pas le titre de ministre mais celui de secrétaire.

## Liste des secrétaires
| - Secrétaire du Gouvernement du Mexique - (1994 - 1995) : Esteban Moctezuma - (1995 - 1998) : Emilio Chuayffet - (1998 - 1999) : Francisco Labastida Ochoa - (1999 - 2000) : Diódoro Carrasco - Secrétaire des Relations Extérieures du Mexique - (1994 - 1998) : José Ángel Gurría - (1998 - 2000) : Rosario Green - Secrétaire des Finances et du Crédit Public du Mexique - (1994 - 1994) : Jaime Serra Puche - (1994 - 1998) : Guillermo Ortiz Martínez - (1998 - 2000) : José Ángel Gurría - Secrétaire de la Défense Nationale du Mexique - (1994 - 2000) : Enrique Cervantes Aguirre - Secrétaire de la Marine du Mexique - (1994 - 2000) : José Ramón Lorenzo Franco - Secrétaire du Développement Social du Mexique - (1994 - 1998) : Carlos Rojas Gutiérrez - (1998 - 1999) : Esteban Moctezuma - (1999 - 2000) : Carlos Jarque Uribe - Procureur général de la République du Mexique - (1994 - 1996) : Antonio Lozano Gracia - (1996 - 2000) : Jorge Madrazo Cuéllar - Secrétaire des Communications et des Transports du Mexique - (1994 - 1995) : Guillermo Ortiz Martínez - (1995 - 2000) : Carlos Ruíz Sacristán - Secrétaire du Travail et de la Prévision Sociale du Mexique - (1994 - 1995) : Santiago Oñate Laborde - (1995 - 1998) : Javier Bonilla García - (1998 - 1999) : José Antonio González Fernández - (1999 - 2000) : Mariano Palacios Alcocer - Secrétaire de l'Agriculture et des Ressources Hydrauliques du Mexique - (1994 - 1995) : Arturo Warman Gryj - (1995 - 1998) : Francisco Labastida Ochoa - (1998 - 2000) : Romárico Arroyo | - Secrétaire de la Pêche du Mexique - (1994 - 2000) : Julia Carabias Lillo - Secrétaire de l'Énergie, des Mines et de l'Industrie Parastatale du Mexique - (1994 - 1994) : Ignacio Pichardo Pagaza - Secrétaire de l'Énergie du Mexique - (1994 - 1995) : Ignacio Pichardo Pagaza - (1995 - 1997) : Jesús Reyes Heroles González Garza - (1997 - 2000) : Luis Téllez - Secrétaire du Commerce et de la Promotion Industrielle du Mexique - (1994 - 2000) : Herminio Blanco Mendoza - Secrétaire de l'Éducation Publique du Mexique - (1994 - 1995) : Fausto Alzati Araiza - (1995 - 2000) : Miguel Limón Rojas - Secrétaire de la Santé du Mexique - (1994 - 1999) : Juan Ramón de la Fuente - (1999 - 2000) : José Antonio González Fernández - Secrétaire de la Réforme Agraire du Mexique - (1994 - 1995) : Miguel Limón Rojas - (1995 - 1999) : Arturo Warman Gryj - (1999 - 2000) : Eduardo Robledo Rincón - Secrétaire du Tourisme du Mexique - (1994 - 1997) : Silvia Hernández Enríquez - (1997 - 2000) : Oscar Espinoza Villarreal - Secrétaire de l'Inspection générale de la fédération du Mexique - (1994 - 1995) : Norma Samaniego Breach - (1995 - 2000) : Arsenio Farell Cubillas - Département du District Fédéral du Mexique - (1994 - 1997) : Oscar Espinoza Villarreal |